# Evelyn Sears
Ne pas confondre avec Eleonora Sears, également joueuse de tennis.
Evelyn Georginna Sears (née le 9 mars 1875 à Waltham et décédée le 10 novembre 1966 à Waltham) est une joueuse de tennis américaine du début du XXe siècle.
Elle s'est particulièrement illustrée à l'US Women's National Championship, remportant l'épreuve en simple dames en 1907, puis en double dames en 1908 avec Margaret Curtis.

## Palmarès (partiel)

### Titre en simple dames
| No | Date       | Nom et lieu du tournoi                  | Catégorie | Surface      | Finaliste    | Score    |          |
| -- | ---------- | --------------------------------------- | --------- | ------------ | ------------ | -------- | -------- |
| 1  | 26/06/1907 | US National Championships, Philadelphie | G. Chelem | Gazon (ext.) | Carrie Neely | 6-3, 6-2 | Parcours |

### Finale en simple dames
| No | Date       | Nom et lieu du tournoi                  | Catégorie | Surface      | Vainqueure          | Score         |          |
| -- | ---------- | --------------------------------------- | --------- | ------------ | ------------------- | ------------- | -------- |
| 1  | 22/06/1908 | US National Championships, Philadelphie | G. Chelem | Gazon (ext.) | Maud Barger Wallach | 6-3, 1-6, 6-3 | Parcours |

### Titre en double dames
| No | Date       | Nom et lieu du tournoi                 | Catégorie | Surface      | Partenaire      | Finalistes                  | Score         |          |
| -- | ---------- | -------------------------------------- | --------- | ------------ | --------------- | --------------------------- | ------------- | -------- |
| 1  | 22/06/1908 | US National Championships Philadelphie | G. Chelem | Gazon (ext.) | Margaret Curtis | Carrie Neely Miriam Steever | 6-3, 5-7, 9-7 | Parcours |

## Parcours en Grand Chelem (partiel)
Si l’expression « Grand Chelem » désigne classiquement les quatre tournois les plus importants de l’histoire du tennis, elle n'est utilisée pour la première fois qu'en 1933, et n'acquiert la plénitude de son sens que peu à peu à partir des années 1950.

### En simple dames
| Année | - | - | Championnat de France | Championnat de France | Wimbledon | Wimbledon | US National | US National  |
| 1907  | - | - | -                     | -                     | -         | -         | Victoire    | Carrie Neely |
| 1908  | - | - | -                     | -                     | -         | -         | Finale      | Maud Barger  |

À droite du résultat, l’ultime adversaire.

### En double dames
| Année | - | - | Championnat de France | Championnat de France | Wimbledon | Wimbledon | US National        | US National             |
| 1908  | - | - | -                     | -                     | -         | -         | Victoire M. Curtis | Carrie Neely M. Steever |

Sous le résultat, la partenaire ; à droite, l’ultime équipe adverse.